# Икономија
Икономија (грч. οἰκονομία) је теолошки концепт који представља Божији план о спасењу човека и свега створеног. 
По апостолу Павлу, божанска икономија је дело љубави Божије, „Који хоће да се сви људи спасу и да дођу у познање истине“ (1. Тим. 2,4).  
Икономија, уједно, представља и начело које Православна црква употребљава у примени канона, а састоји се у пастирским ставовима снисхођења и сажаљења, тако да се у појединим случајевима не примењују одређени канони или правила ако би то могло да саблазни или удаљи од Цркве појединца или поједине групације и тиме наруши Божји план спасења. У том смислу, иконимија, представља супротстављен појам акривији која подразумева дословну примену црквених канона.
Применом икономије Православна Црква, на пример, признаје валидност крштења у неправославним конфесијама, не узимајући у обзир важеће нормативне и дисциплинске аспекте који би спречили такво признање. Икономија се може применити и на појединца разрешавањем поста, дозволом да ступи у брак са лицем које је друге вероисповести, и сл.